# Arrondissement de Rottweil
L'arrondissement de Rottweil est un arrondissement (« Landkreis » en allemand) de Bade-Wurtemberg (Allemagne) situé dans le district (« Regierungsbezirk » en allemand) de Fribourg-en-Brisgau. Son chef-lieu est Rottweil.

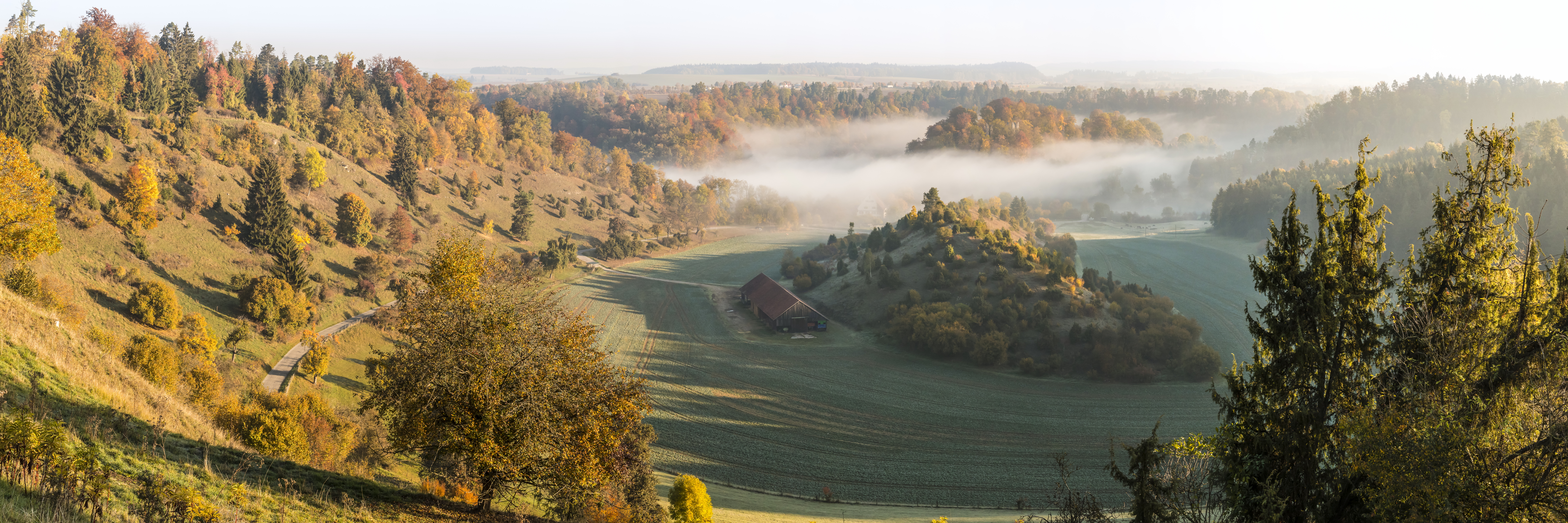
Neckarburg (Naturschutzgebiet), le long de la rivière Neckar, dans l'arrondissement de Rottweil. Octobre 2015.

Les arrondissements limitrophes sont (dans le sens des aiguilles d'une montre, à partir du nord) : Freudenstadt, Zollernalb, Tuttlingen, Forêt-Noire-Baar et Ortenau.

## Tableau général des communes
| Unité Territoriale  | Statut               | Nbre Quartiers Ortsteile/Stadtteile | Bourgmestre (Parti) | Code Postal           | Indicatif Téléphonique            | Code Plaque Minéralogique | Superficie | Population | Date population | Densité |
| ------------------- | -------------------- | ----------------------------------- | ------------------- | --------------------- | --------------------------------- | ------------------------- | ---------- | ---------- | --------------- | ------- |
| Aichhalden          | Commune              | 2                                   | Michael Lehrer      | 78733                 | +49-07422, +49-07444 et +49-07836 | RW                        | 25,74 km²  | 4 053      | 31/12/2015      | 157,46  |
| Bösingen            | Commune              | 2                                   | Johannes Blepp      | 78662                 | +49-07404                         | RW                        | 22,45 km²  | 3 350      | 31/12/2015      | 149,22  |
| Deißlingen          | Commune              | 2                                   | Ralf Ulbrich        | 78652                 | +49-07420                         | RW                        | 32,15 km²  | 6 066      | 31/12/2015      | 188,68  |
| Dietingen           | Commune              | 5                                   | Frank Scholz        | 78661                 | +49-0741 et +49-07404             | RW                        | 42,26 km²  | 3 939      | 31/12/2015      | 93,21   |
| Dornhan             | Commune              | 8                                   | Markus Huber        | 72175                 | +49-07423 et +49-07455            | RW                        | 44,92 km²  | 6 028      | 31/12/2015      | 134,19  |
| Dunningen           | Commune              | 3                                   | Peter Schumacher    | 78713 et 78655        | +49-07402 et +49-07403            | RW                        | 48,45 km²  | 6 091      | 31/12/2015      | 125,72  |
| Epfendorf           | Commune              | 4                                   | Mark Prielipp (CDU) | 78736                 | +49-07404                         | RW                        | 29,68 km²  | 3 280      | 31/12/2015      | 110,51  |
| Eschbronn           | Commune              | 3                                   | Franz Moser (CDU)   | 78664                 | +49-07403                         | RW                        | 10,97 km²  | 2 065      | 31/12/2015      | 188,24  |
| Fluorn-Winzeln      | Commune              | 2                                   | Bernhard Tjaden     | 78737                 | +49-07402                         | RW                        | 24,59 km²  | 3 077      | 31/12/2015      | 125,13  |
| Hardt               | Commune              | 1                                   | Herbert Halder      | 78739                 | +49-07422                         | RW                        | 10,61 km²  | 2 529      | 31/12/2015      | 238,36  |
| Lauterbach          | Commune              | 1                                   | Norbert Swoboda     | 78730                 | +49-07422                         | RW                        | 19,95 km²  | 2 972      | 31/12/2015      | 148,97  |
| Oberndorf am Neckar | Ville                | 7                                   | Hermann Acker       | 78727                 | +49-07423                         | RW                        | 55,93 km²  | 13 803     | 31/12/2015      | 246,79  |
| Rottweil            | Ville-Arrondissement | 26                                  | Ralf Broß           | 78628 et 78652        | +49-0741 et +49-07427             | RW                        | 71,76 km²  | 24 915     | 31/12/2015      | 347,20  |
| Schenkenzell        | Commune              | 2                                   | Thomas Schenk (CDU) | 77773 et 78733        | +49-07836                         | RW                        | 42,14 km²  | 1 826      | 31/12/2015      | 43,33   |
| Schiltach           | Commune              | 2                                   | Thomas Haas         | 77761 et 78733        | +49-07834 et +49-07836            | RW                        | 34,22 km²  | 3 803      | 31/12/2015      | 111,13  |
| Schramberg          | Ville-Arrondissement | 6                                   | Thomas Herzog       | 78144 et 78713        | +49-07402, +49-07422 et +49-07729 | RW                        | 80,70 km²  | 20 985     | 31/12/2015      | 260,03  |
| Sulz am Neckar      | Ville                | 9                                   | Gerd Hieber         | 72160, 72172 et 72186 | +49-07454                         | RW                        | 87,60 km²  | 12 092     | 31/12/2015      | 138,04  |
| Villingendorf       | Commune              | 1                                   | Karl-Heinz Bucher   | 78667                 | +49-0741                          | RW                        | 9,33 km²   | 3 250      | 31/12/2015      | 348,34  |
| Vöhringen           | Commune              | 2                                   | Stefan Hammer (CDU) | 72189                 | +49-07454                         | RW                        | 24,72 km²  | 4 309      | 31/12/2015      | 174,31  |
| Wellendingen        | Commune              | 2                                   | Thomas Albrecht     | 78669                 | +49-07426                         | RW                        | 17,47 km²  | 3 080      | 31/12/2015      | 176,30  |
| Zimmern ob Rottweil | Commune              | 4                                   | Carmen Merz         | 78652 et 78658        | +49-0741                          | RW                        | 33,76 km²  | 5 987      | 31/12/2015      | 177,34  |
| Rottweil            | 21 Communes          |                                     |                     |                       |                                   |                           | 769,40 km² | 137 500    | 31/12/2015      | 178,71  |

## Source
- (en) Cet article est partiellement ou en totalité issu de l’article de Wikipédia en anglais intitulé « Rottweil (district) » (voir la liste des auteurs).